# Der Zürich-Krimi: Borchert und der eisige Tod
Borchert und der eisige Tod ist ein Fernsehfilm aus der Kriminalfilmreihe Der Zürich-Krimi aus dem Jahr 2021. Er wurde im Auftrag von ARD Degeto für Das Erste produziert. Die 10. Folge der Filmreihe wurde am 4. Februar 2021 erstgesendet.

## Handlung
Thomas Borchert, der Anwalt ohne Lizenz, erhält Besuch von seiner Chefin, Rechtsanwältin Dominique Kuster, die ihm von einer anonymen Nachricht erzählt, die sie erhalten hat: „Franz Brosi ist unschuldig …“. Sie berichtet ihm weiter, dass Brosi ihr erster Mandant als Pflichtverteidigerin war und dieser wegen Mordes an einem jungen Banker in Haft sitzt. Die Nachricht gibt beiden zu denken, denn Brosi selbst hatte sich damals selbst gestellt, die Tat gestanden und lehnt damals wie heute jegliche sträfliche Milderung ab. Nach einem Besuch bei Brosi im Gefängnis fährt Borchert für eigene Ermittlungenan den Ort des Geschehens. Diese führen ihn u. a. zu einem Kloster, während Kuster in Zürich beim Arbeitgeber des Bankers ermittelt.

## Hintergrund
Der Film wurde vom 3. März 2020 bis zum 16. August 2020 an Schauplätzen in Zürich, Scuol und Vnà sowie in der tschechischen Hauptstadt Prag unter dem Arbeitstitel „Der Zürich-Krimi: Borchert und das eiskalte Herz“ gedreht.

## Rezeption

### Kritik
Die Kritiker der Fernsehzeitschrift TV Spielfilm fassten Borchert und der eisige Tod mit den Worten „Behäbige Tätersuche in verschneiter Bergkulisse“ zusammen. Sie bewerteten den Film mit dem Daumen zur Seite.

### Einschaltquoten
Bei der Erstausstrahlung verfolgten 6,53 Millionen Zuschauer die Filmhandlung, was einem Marktanteil von 18,9 Prozent entsprach. Bei den 14–49-Jährigen verfolgten 0,76 Millionen Zuschauer die Filmhandlung, mit einem Marktanteil von 8,1 Prozent.